# Superia
Superia (Dra. Deidre Wentworth) es un personaje ficticio, una supervillana y científica criminal que aparece en los cómics estadounidenses publicados por Marvel Comics.

## Historial de publicaciones
Ella apareció por primera vez en Capitán América vol. 1 # 387 (1991) y fue creado por el escritor Mark Gruenwald y el artista Rik Levins.

## Biografía del personaje ficticio
Poco se sabe del pasado de la mujer conocida como Superia, pero fue vista por primera vez donde ella y un pequeño ejército de supervillanas conspiraron para esterilizar a todas las demás mujeres del mundo, haciendo que sus capacidades reproductivas fueran valiosas sin medida. Inicialmente se inspiró para usar su conocimiento científico para conquistar el mundo cuando descubrió, mediante el uso de una "sonda de tiempo", que un descendiente suyo, Thundra, gobernaría el matriarcado mundial de las "Femizons". Su plan fue frustrado por el Capitán América y sus aliados (Paladín, Iguana, Asp y Black Mamba).
Más tarde apareció junto a un grupo mucho más pequeño de Femizons, formado por Blackbird, Iron Maiden, Nightshade y Snapdragon. Este grupo luchó contra los científicos criminales de A.I.M., y fueron derrotados, gracias en parte a que la ex Femizon M.O.D.A.M., Superia fue salvada de una muerte segura por el Capitán América.
Superia apareció nuevamente como "Dra. Deidre Wentworth", y le dio a una joven llamada Cathy Webster rasgos físicos sobrehumanos y mensajes subliminales que aumentan el rendimiento. Estos mensajes también vinculaban a Webster (ahora llamado Espíritu Libre) al control de Superia, aunque Webster fue liberado rápidamente. Después de una negociación fallida con la Baronesa Zemo, ella convenció a Iguana de unirse a ella como penitencia por haber matado a su exteniente Snapdragon.
Superia e Iguana reaparecieron poco después, cuando Superia fue convencida de darle al Capitán América un tratamiento y una cura para revertir un efecto paralítico resultante del suero que le había dado sus poderes. Los tres, junto con otros aliados del Capitán América, atacaron a A.I.M. para robar su nuevo Cubo Cósmico, pero se vieron obligados a retirarse. Fue en ese momento que la cura fue robada por el Cráneo Rojo, cuya mente estaba en ese momento viviendo en un cuerpo clonado del Capitán América, quien usó la cura para sí mismo, y disparó y aparentemente mató a Superia.
Habiendo adquirido el poder del Cubo, aunque no pudo controlarlo directamente, Superia envió su conocimiento a su yo más joven, donde pudo usar su conocimiento para infiltrarse en A.I.M., crear una nueva identidad heroica para ella y algunos aliados elegidos, y posteriormente se infiltran en los Vengadores al eliminar al Capitán América de la historia después de su "muerte" en la Segunda Guerra Mundial, esencialmente suplantando su papel de posguerra. Con su nueva posición, permitió que los Vengadores se disolvieran y fueran reemplazados por sus 'Americommandos', quienes arrestaron a los X-Men y otros mutantes, capturaron superhumanos 'ilegales' como Luke Cage y Spider-Man, perderse en la Zona Negativa, obligando a Henry Pym, la Mujer Invisible y la Avispa a retirarse, y 'matando' a Tony Stark mientras se sometía a una cirugía cardíaca mientras mantenía su cerebro vivo para usar su intelecto. Tath Ki, la Contempladora, se enteró de sus acciones y pudo reclutar un 'movimiento de resistencia' de herederos desplazados en el tiempo para el legado del Capitán América, incluido Steve Rogers al principio de su carrera, el U.S. Agent poco después su propio tiempo como Capitán América, Sueño Americano, Comandante A del siglo veinticinco, y el actual Bucky para oponerse a ella. Después de enterarse de los planes de Superia, Steve Rogers se fusionó con uno de sus seres posteriores cuando el equipo fue absorbido por el Cubo Cósmico y llegó al nexo de la realidad donde se había enviado al Capitán América eliminado, la fusión creó una crónica ondulación que deshizo sus acciones. 
Superia reapareció años más tarde como la líder de H.A.M.M.E.R.. Asumió el papel de líder después de que Norman Osborn, exlíder de H.A.M.M.E.R., fuera arrestado. Los Nuevos Vengadores la capturaron después de recibir una propina de Victoria Hand. Cuando Osborn escapó de la Ballsa, estalló a Superia también. Inmediatamente se unió a la segunda encarnación de los Vengadores Oscuros de Norman Osborn como la nueva Ms. Marvel. Superia y los otros miembros de Vengadores Oscuros fueron derrotados por ambos equipos de Vengadores cuando resultó que su compañero de equipo Skaar era el doble agente de los Vengadores.
Más tarde, Superia aparece en el Consejo Superior de A.I.M. (formado por Andrew Forson, Gravitón, Jude el Hombre Entrópico, Mentallo, Yelena Belova y el doble agente Taskmaster) como Ministro de Educación en Bagalia, un país dirigido y poblado por supervillanos. Ella está gravemente herida después de un incidente en la isla A.I.M. con respecto a una criatura escapada. Luego hizo planes para recuperar la criatura para el Científico Supremo.

## Poderes y habilidades
Además de su genio científico natural y su condición de polímata, Superia posee varios poderes sobrehumanos que aparentemente se dio a sí misma a través de alteraciones genéticas. Posee una gran cantidad de fuerza sobrehumana, lo que le permitió lanzar un gran avión del aire con facilidad, igualar a Ms. Marvel en el combate cuerpo a cuerpo y ensangrentar la boca de Skaar con un solo golpe. Superia también posee una mayor resistencia al daño, lo que le permitió recibir repetidos golpes de Ms. Marvel, Skaar y Luke Cage sin daño, y es capaz de volar, con una velocidad máxima desconocida. Finalmente, Superia también ha demostrado la capacidad de generar poderosas explosiones de energía de conmoción verde a partir de sus puños. Al concentrar el poder de sus explosiones de energía, Superia pudo crear una explosión masiva que le permitió escapar de los Nuevos Vengadores.